# Дуальные числа
Дуальные числа или (гипер)комплексные числа параболического типа —
гиперкомплексные числа вида {\displaystyle a+\varepsilon b}, где {\displaystyle a} и {\displaystyle b} — вещественные числа, а {\displaystyle \varepsilon } — абстрактный элемент, квадрат которого равен нулю, но сам он нулю не равен. Любое дуальное число однозначно определяется такой парой чисел {\displaystyle a} и {\displaystyle b}. Множество всех дуальных чисел образует двумерную коммутативную ассоциативную алгебру с единицей относительно мультипликативной операции над полем вещественных чисел {\displaystyle \mathbb {R} }. В отличие от поля обычных комплексных чисел, эта алгебра содержит делители нуля, причём все они имеют вид {\displaystyle a\varepsilon }. Плоскость всех дуальных чисел представляет собой «альтернативную комплексную плоскость». Аналогичным образом строятся алгебры комплексных и двойных чисел.
Замечание.
Иногда дуальные числа называют двойными числами, хотя обычно под двойными числами понимается иная система гиперкомплексных чисел.

## Определение

### Алгебраическое определение
Дуальные числа — это пары вещественных чисел вида {\displaystyle (a,\;b)}, для которых определены операции умножения и сложения по правилам:
{\displaystyle \ (a_{1},\;b_{1})+(a_{2},\;b_{2})=(a_{1}+a_{2},\;b_{1}+b_{2})}
{\displaystyle \ (a_{1},\;b_{1})(a_{2},\;b_{2})=(a_{1}a_{2},\;a_{1}b_{2}+a_{2}b_{1})}
Числа вида {\displaystyle (a,\;0)} отождествляются при этом с вещественными числами, а число {\displaystyle (0,\;1)} обозначается {\displaystyle \varepsilon }, после чего определяющие тождества примут вид:
{\displaystyle \varepsilon ^{2}=0,\quad (a,\;b)=a+b\varepsilon }
{\displaystyle (a_{1}+\varepsilon b_{1})+(a_{2}+\varepsilon b_{2})=(a_{1}+a_{2})+\varepsilon (b_{1}+b_{2}),}
{\displaystyle (a_{1}+\varepsilon b_{1})(a_{2}+\varepsilon b_{2})=(a_{1}a_{2})+\varepsilon (a_{1}b_{2}+a_{2}b_{1}).}
Более кратко, кольцо дуальных чисел есть факторкольцо {\displaystyle \mathbb {R} [x]/(x^{2})} кольца вещественных многочленов по идеалу, порождённому многочленом {\displaystyle x^{2}}.

### Матричное представление
Дуальные числа можно представить как матрицы из вещественных чисел, при этом сложению дуальных чисел соответствует сложение матриц, а умножению чисел — умножение матриц. Положим {\displaystyle \varepsilon ={\begin{pmatrix}0&1\\0&0\end{pmatrix}}}.
Тогда произвольное дуальное число примет вид
{\displaystyle a+b\varepsilon ={\begin{pmatrix}a&b\\0&a\end{pmatrix}}}.

### Показательная форма
Для экспоненты с дуальным показателем верно следующее равенство:
{\displaystyle \mathrm {e} ^{\varepsilon x}=1+\varepsilon x}
Данная формула позволяет представить любое дуальное число в показательной форме и найти его логарифм по вещественному основанию. Она может быть доказана разложением экспоненты в ряд Тейлора:
{\displaystyle \mathrm {e} ^{\varepsilon x}=1+\varepsilon x+{\frac {(\varepsilon x)^{2}}{2!}}+{\frac {(\varepsilon x)^{3}}{3!}}+\cdots }
При этом все члены выше первого порядка равны нулю.
Как следствие:
{\displaystyle \sinh \varepsilon x=\sin \varepsilon x=\varepsilon x}
{\displaystyle \cosh \varepsilon x=\cos \varepsilon x=1}

## Арифметические операции
- Сложение
{\displaystyle (a+b\varepsilon )+(c+d\varepsilon )=(a+c)+(b+d)\varepsilon }
- Вычитание
{\displaystyle (a+b\varepsilon )-(c+d\varepsilon )=(a-c)+(b-d)\varepsilon }
- Умножение
{\displaystyle (a+b\varepsilon )(c+d\varepsilon )=(ac)+(bc+ad)\varepsilon }
- Деление
{\displaystyle {\frac {a+b\varepsilon }{c+d\varepsilon }}={\frac {a}{c}}+{\frac {bc-ad}{c^{2}}}\varepsilon }

## Корни
Корень n-й степени из числа вида {\displaystyle a+\varepsilon b} определяется как
{\displaystyle {\sqrt[{n}]{a}}+{\frac {\varepsilon b}{n{\sqrt[{n}]{a^{n-1}}}}}.}

## Дифференцирование
Дуальные числа тесно связаны с дифференцированием функций. Рассмотрим аналитическую функцию {\displaystyle f(x)}, область определения которой можно естественным образом продолжить до кольца дуальных чисел. Можно легко показать, что
{\displaystyle f(x+y\varepsilon )=f(x)+y\varepsilon f'(x).}
Как известно,
{\displaystyle (a+b)^{n}=\sum _{k=0}^{n}C_{n}^{k}a^{n-k}b^{k},}
то есть
{\displaystyle (x+y\varepsilon )^{n}=\sum _{k=0}^{n}C_{n}^{k}x^{n-k}(y\varepsilon )^{k},\qquad (1)}
но так как все степени {\displaystyle \varepsilon } больше единицы равны нулю, то
{\displaystyle (x+y\varepsilon )^{n}=x^{n}+nx^{n-1}y\varepsilon .}
Теперь рассмотрим разложение функции в ряд Маклорена (с разложением в ряд Тейлора все аналогично):
{\displaystyle f(x)=\sum _{k=0}^{+\infty }f^{(k)}(0){\frac {x^{k}}{k!}}.}
Рассмотрим ту же функцию от дуального аргумента:
{\displaystyle f(x+y\varepsilon )=\sum _{k=0}^{+\infty }f^{(k)}(0){\frac {(x+y\varepsilon )^{k}}{k!}}.}
По формуле (1) получаем
{\displaystyle f(x+y\varepsilon )=\sum _{k=0}^{+\infty }f^{(k)}{\frac {x^{k}+kx^{k-1}y\varepsilon }{k!}}=\sum _{k=0}^{+\infty }f^{(k)}{\frac {x^{k}}{k!}}+y\varepsilon \sum _{k=1}^{+\infty }f^{(k)}{\frac {x^{k-1}}{(k-1)!}}.}
Второе слагаемое — не что иное, как разложение в ряд производной функции {\displaystyle f}, то есть
{\displaystyle f(x+y\varepsilon )=f(x)+y\varepsilon f'(x).}
Q.E.D.
Таким образом, производя вычисления не над вещественными, а над дуальными числами, можно автоматически получать значение производной функции в точке. Особенно удобно рассматривать таким образом композиции функций.
Можно провести аналогию между дуальными числами и числами нестандартного анализа. Мнимая единица ε кольца дуальных чисел подобна бесконечно малому числу нестандартного анализа: любая степень (выше первой) {\displaystyle \varepsilon } в точности равна 0, в то время как любая степень бесконечно малого числа приблизительно равна 0 (является бесконечно малой более высокого порядка). Значит, если {\displaystyle \delta } — бесконечно малое число, то с точностью до {\displaystyle o(\delta )} кольцо гипердействительных чисел вида {\displaystyle \mathbb {R} +\mathbb {R} \delta } изоморфно кольцу дуальных чисел.